# J.J. Starbuck
J.J. Starbuck est une série télévisée américaine en un téléfilm pilote de 90 minutes et 15 épisodes de 50 minutes créée par Stephen J. Cannell et Lawrence Hertzog et diffusée du 26 septembre 1987 au 28 juin 1988 sur le réseau NBC .
En France, la série a été diffusée à partir du 28 décembre 1992 sur TF1.

## Synopsis
La série conte les aventures d'un milliardaire texan, J.J. Starbuck, détective privé de son état.

## Distribution
- Dale Robertson (VF : André Valmy) : J.J. Starbuck
- Shawn Weatherly : Jill Starbuck
- David Huddleston puis Jimmy Dean : Charlie Bullets
- Ben Vereen : Tenspeed Turner

## Épisodes

### Saison 1 (1987-1988)
1. J.J. Starbuck (J.J. Starbuck) (90 minute)
2. Un meurtre sur le marché (A Killing in the Market)
3. Meurtre en E mineur (Murder in E Minor)
4. Faux et usage de faux (The Blimpy Who Yelled Blue)
5. Un pique-nique mortel (First You've Got to go to the Picnic)
6. Les Otages (Incident at Sam September)
7. L'Arc-en-ciel (Gold from The Rainbow)
8. L'Équipe de nuit (Graveyard Shift)
9. La Solution à 6 % (The 6 % Solution)
10. Cercle infini (The Circle Unbroken)
11. Peinture d'un meurtre (Murder by Design)
12. Le Dernier Appel (Cactus Jack's Last Call)
13. Un acte de charité (A Song from the Sequel)
14. Hiatus (Permanent Hiatus)
15. La Poupée (Rag Doll)
16. La Chute de Joe Piermont (The Rise and Fall of Joe Piermont)